# PanSa Soccer Club
Il PanSa Soccer Club è una squadra di calcio delle Samoa Americane, con sede a Pago Pago, capitale del Paese.
Ha vinto quattro titoli nazionali, precisamente nel 2000, nel 2001, nel 2002 e nel 2005.

## Palmarès
- Campionato di calcio delle Samoa Americane: 4

2000, 2001, 2002, 2005